# Marthe Béatrice Kepseu
Marthe Béatrice Kepseu est un ingénieure, entrepreneure et chef d’entreprise camerounaise qui exerce dans le génie électrique, l'informatique et les télécommunications. 
Elle est CEO de Powerlink Cameroun, une entreprise qui fait dans la vente et après-vente des équipements électriques.

## Biographie

### Éducation
Marthe Béatrice Kepseu est née en 1975. Après ses études secondaires sanctionnées par l'obtention d'un baccalauréat en 1993, elle intègre l'École nationale supérieure polytechnique de Yaoundé au Cameroun. En 1998, elle est seconde major de promotion et obtient un diplôme d'ingénieur en génie électrique.

### Vie professionnelle
Marthe Béatrice commence sa carrière professionnelle en 1999, un an après l'obtention de son diplôme, à Camtel mobile. En 2000, à la suite du rachat de la licence GSM de Camtel mobile par MTN, elle est recrutée comme ingénieur de commutation. Elle a la responsabilité de directrice du réseau de transport du cœur de données. Elle y finit sa carrière en 2014 au poste de directrice des Opérations et Maintenance du réseau. Elle rejoint INET Consulting en tant que directrice du département de télécommunications et d’énergie. Elle gère les projets de déploiement, d’installation des équipements et de sous-traitance des services télécommunications et énergie. Elle travaille chez Twitter en tant que mission critical engineering. Après cette aventure, en 2015, elle se lance dans l'entrepreneuriat. Elle cofonde Powerlink Cameroun dont elle est directrice.

## Vie sociale
Marthe Béatrice est mariée et mère de quatre enfants. 
Elle travaille en 2015 pour l'initiative Searching for Martha. 

## Distinctions
- En 2014, elle est bénéficiaire du programme Techwomen aux États-Unis[4].
- En 2016, elle est Regular Certified Mentor[5].